# Corda tendinea
La corda tendinea è una componente del cuore. Questa origina dai muscoli papillari che si estendono dalla base delle pareti interne di entrambi i ventricoli. Le corde tendinee si agganciano alle estremità dei lembi (cuspidi) delle valvole atrio-ventricolari (tricuspide e mitrale), che si trovano attaccati, a loro volta, sullo scheletro fibroso degli orifizi atrio-ventricolari. Contraendosi, le corde tendinee impediscono il prolasso delle valvole atrio-ventricolari verso gli altri, in modo tale che il flusso di sangue generato dalla sistole ventricolare non torni nell'atrio.